# Zazie a metrón
A Zazie a metrón (Zazie dans le métro) Louis Malle 1960-ban bemutatott filmje Philippe Noiret és Catherine Demongeot főszereplésével. A film Raymond Queneau avantgarde regényének kongeniális megfilmesítése.

## Tartalom
Zazie-t, egy vidéki kislányt anyja Párizsba viszi néhány hétre, és a nagybácsija nyakába varrja. A kirobbanó karakterű, gátlástalan kislány az őrületbe kergeti Gabriel bácsit, teljes környezetét, és fél Párizst. Egyetlen vágya, hogy metrózzon, de pechére éppen sztrájk van. Talán ezért a film végén Zazie megállapítja, hogy öregebb lett:
Jeanne Lalochère felsegítette a fülkébe.
– Na, és jól mulattál?
– Hagyján.
– Láttad a metrót?
– Nem láttam.
– Akkor mit csináltál?
– Öregebb lettem.

## Szereplők
- Zazie 	(Catherine Demongeot)
- Gabriel (Philippe Noiret)
- Albertine (Carla Marlier)
- Gridoux (Jacques Dufilho)

## Értékelés
„Malle megkísérelte, hogy irodalmi forgatókönyvének, Raymond Queneau regényének filmszerű megfelelőjét adja: lassított felvételekkel és más trükkökkel, a némafilm stílusára emlékeztető burleszk betétekkel és abszurd ismétlésekkel próbálta szétzúzni a megszokott világról alkotott elképzelésünket... Malle filmje a hagyományos cselekménybonyolítás következetes fellazításával részévé válik az új hullám mozgalmának.”

## Magyarul
- Zazie a metrón; ford. Klumák István, bev. Pődör László; Magvető, Bp., 1973 (Világkönyvtár)

## Érdekesség
Ide tartozik az Emil.RuleZ! együttes néhány Zazie-dala, bár mélyebb összefüggés (sajnos) nemigen van.